# Ginir (woreda)
Pour la ville, voir Ginir.
Ginir est un woreda du sud de l'Éthiopie situé dans la zone Est Bale de la région Oromia. Il a 139 495 habitants en 2007. Son centre administratif est la ville de Ginir jusque dans les années 2010.
Limitrophe de la région Somali par sa pointe sud-est, le woreda Ginir est entouré dans la région Oromia par les woredas Gololcha, Seweyna, Rayitu, Dawe Kachen, Goro, Sinana et Gasera.
Outre son chef-lieu historique, Ginir, le woreda comprend l'agglomération de Delosebro, ou Delo, qui se trouve dans l'ouest du woreda vers 2 200 m d'altitude, sur la route de Ginir à Gasera,.
D'après le recensement national réalisé en 2007 par l'Agence centrale de la statistique d'Éthiopie, le woreda compte 139 495 habitants et 14 % de sa population est urbaine.
La majorité des habitants (78 %) sont musulmans, près de 22 % sont orthodoxes et moins de 1% sont protestants.
La population urbaine recensé en 2007 comprend les 17 102 habitants du chef-lieu, Ginir, et 3 094 habitants à Delosebro.
Le woreda fait partie de la zone Bale jusqu'au détachement récent de la zone Est Bale. La ville de Ginir devient probablement le centre administratif de la nouvelle zone. Elle se détache alors du woreda environnant et forme un woreda distinct.
En 2022, la population est estimée à 208 658 personnes avec une densité de population de 88 personnes par km2 et 2 365 km2 de superficie sur le périmètre 2007 du woreda comprenant la ville de Ginir.